# St. Laurentius (Flachslanden)

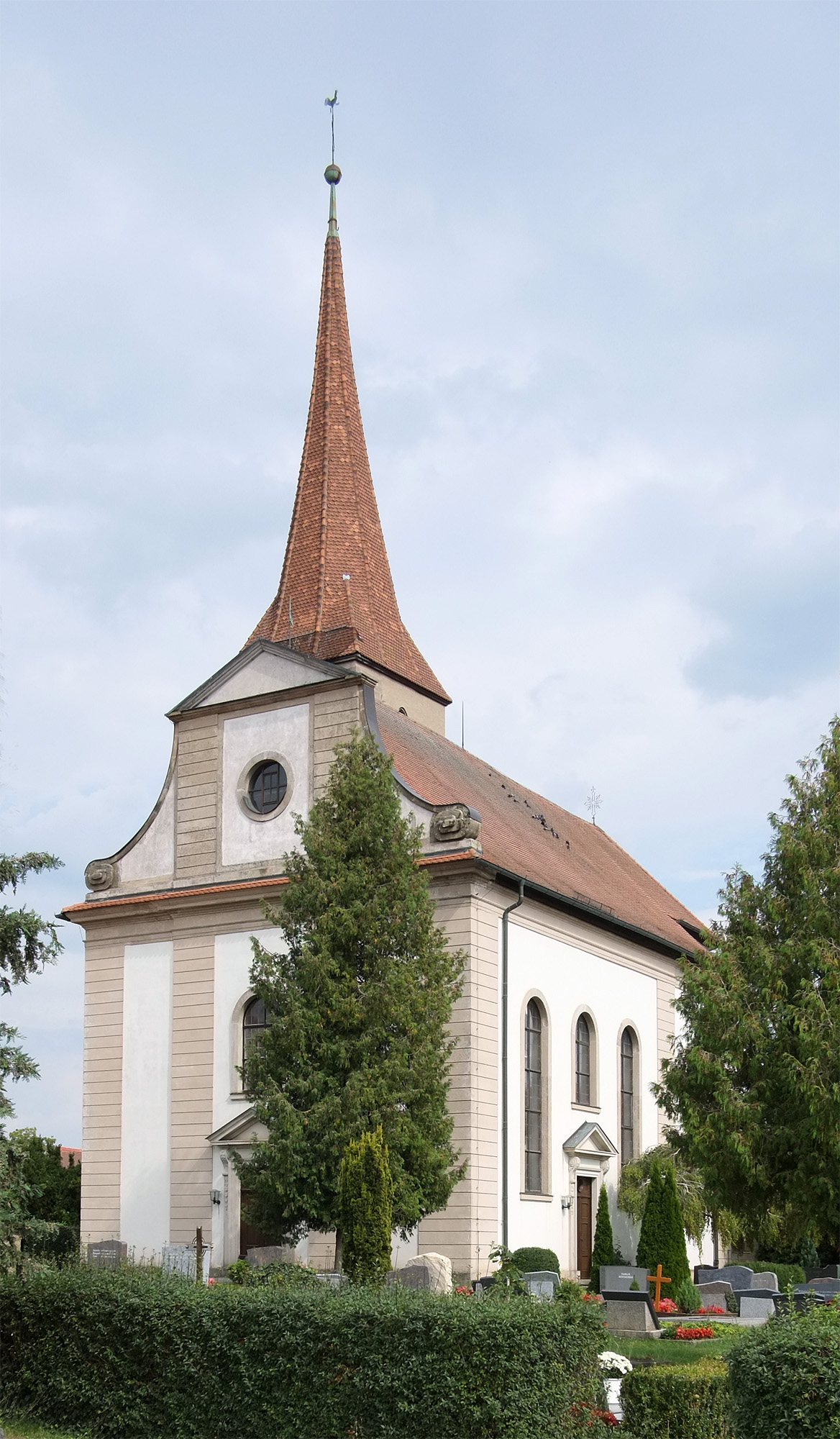
St. Laurentius, West- und Südseite

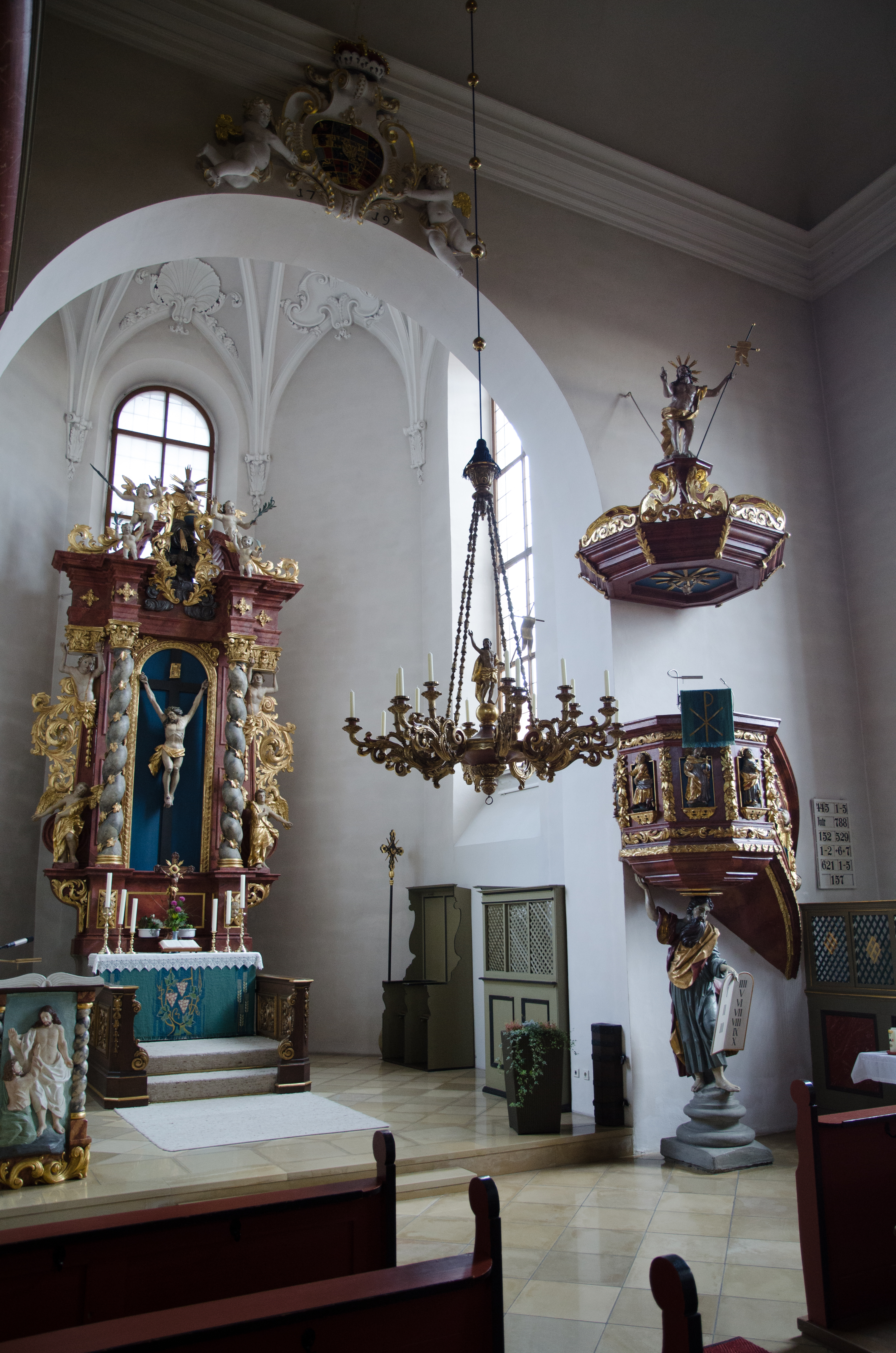
Innenansicht mit Blick nach Osten

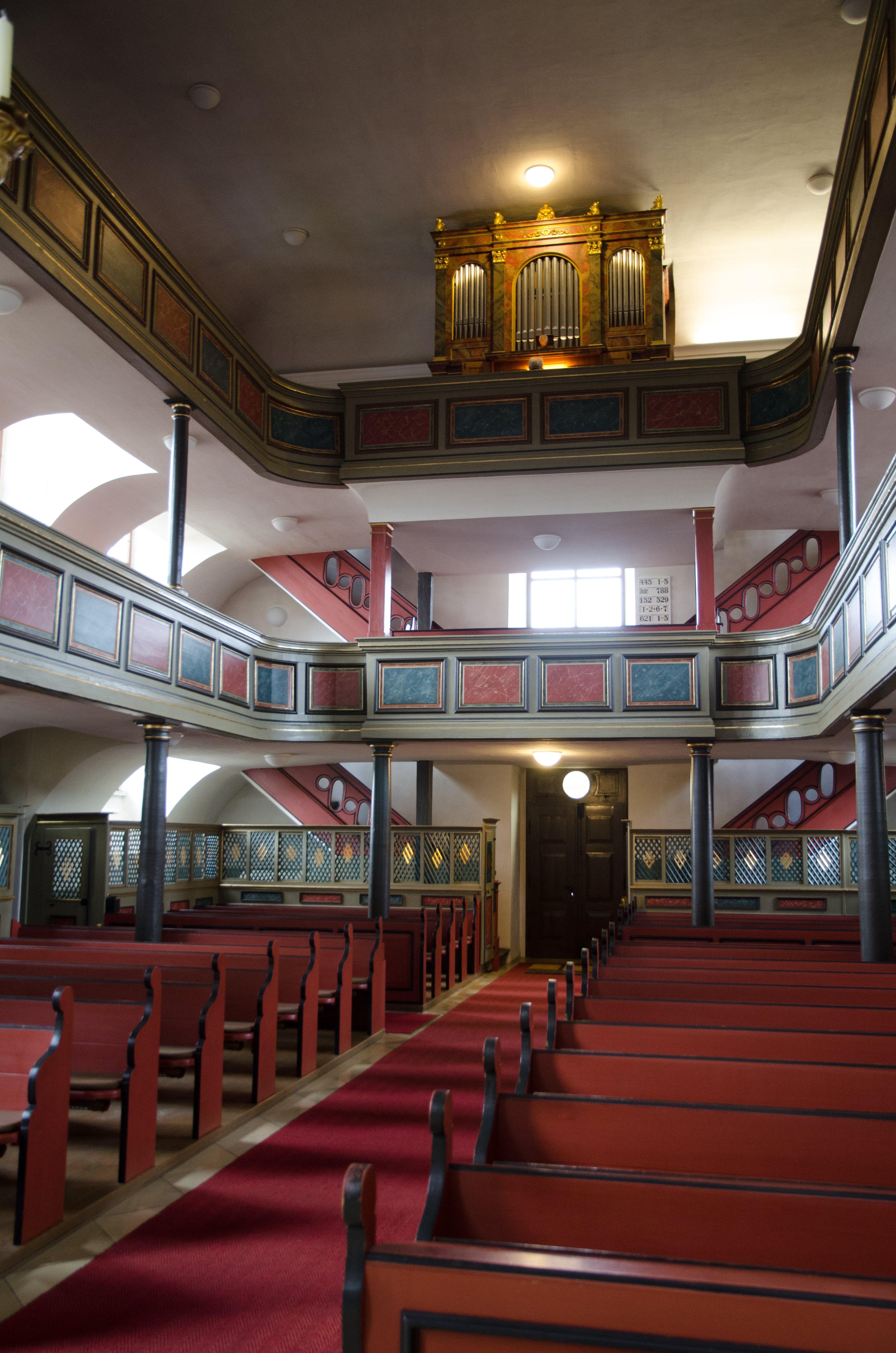
Innenansicht mit Blick nach Westen

St. Laurentius ist eine nach dem heiligen Laurentius benannte evangelisch-lutherische Kirche in Flachslanden, einer Marktgemeinde im Landkreis Ansbach (Mittelfranken, Bayern). Die Kirchengemeinde gehört zum Dekanat Ansbach im Kirchenkreis Ansbach-Würzburg der Evangelisch-Lutherischen Kirche in Bayern.

## Kirchengemeinde
Das Patronat übte das Nikolausstift in Spalt aus.
St. Laurentius gehört zu den älteren Pfarreien dieser Gegend. Sie hatte ursprünglich die Filialen St. Maria (Obersulzbach) (bis 1357), St. Jakob (Mitteldachstetten) (bis 14. Jahrhundert), St. Kilian und Kunigunde (Berglein) (bis 14. Jahrhundert) und St. Bartholomäus (Unternbibert) (bis 1441).
1528 wurde in Flachslanden die Reformation eingeführt. 1536 gab es mit Hieronymus Beuschel den ersten in evangelischer Theologie ausgebildeten Pfarrer. Die Kirchenhoheit und damit das Patronat zog das Fürstentum Brandenburg-Ansbach an sich. Seitdem gehörte die Pfarrei zum neu gegründeten Dekanat Leutershausen. Infolge des Dreißigjährigen Krieges musste Unternbibert von 1634 bis 1666 von dem Pfarrer aus Flachslanden versorgt werden.
Um 1800 gehörten zur Pfarrei die Orte Birkenfels, Borsbach, Ebenhof, Hummelhof, Kellern, Kettenhöfstetten und Rosenbach, Ruppersdorf und Wippenau. Seit 1810 gehört St. Laurentius zum Dekanat Ansbach. Der Ebenhof wurde 1839 nach St. Margaretha (Rügland) umgepfarrt. Ruppersdorf wurde nach 1840, jedoch vor 1861 ebenfalls nach Rügland umgepfarrt.
Die ursprünglich rein katholischen Orte Boxau, Hainklingen, Kemmathen, Lockenmühle, Neustetten, Sondernohe und Virnsberg sind ebenfalls nach St. Laurentius gepfarrt.
Die Gemeinde hat heute 1400 Gemeindeglieder.

## Kirchengebäude
Das romanische Turmuntergeschoss stammt wohl von der ursprünglichen Kirche, die 1294 erstmals urkundlich erwähnt wurde. Die drei oberen Geschosse wurden im 14./15. Jahrhundert aus Bruchsandstein im gotischen Stil errichtet. Sie sind durch Gesimse gegliedert. Das dritte Geschoss hat auf allen Seiten zweiteilige Maßwerkfenster, das Glockengeschoss auf allen Seiten rundbogige Schallöffnungen mit einem Zifferblatt darunter. Das Taufglöcklein stammt aus dem 14. Jahrhundert, eine Bronzeglocke von 1826. Die übrigen Glocken mussten während des Zweiten Weltkriegs abgegeben werden und wurden 1952 durch drei Stahlglocken ersetzt. Der Turm ist mit einem achtseitigen Spitzhelm abgeschlossen und ist 45 Meter hoch. Der 5/8-Chor wurde laut Inschriftenstein wohl 1465 im spätgotischen Stil erbaut. Die Rundbogenfenster an der Nord-, Süd- und Ostseite wurden erst bei der Renovierung im Jahr 1719 eingebrochen. Das Langhaus wurde 1719 nach den Plänen von Carl Friedrich von Zocha im Markgrafenstil neu errichtet. Es hat an der Nord- und Südseite drei Achsen mit Rundbogenfenstern, von denen mittlere etwas kleiner ist, darunter befindet sich jeweils ein überdachtes Rechteckportal mit Volutenkonsolen. An der Achse zum Chor hin steht an der Nordseite der Turm, an der Südseite befindet sich ein Rundbogenfenster. Die Westseite hat ebenfalls ein überdachtes Rechteckportal mit Volutenkonsolen, darüber ein Rundbogenportal. Der Dreiecksgiebel mit seitlich abschwingenden Volutenkonsolen hat ein Rundfenster. Alle Seiten des Langhauses und des Chors weisen rustizierte Ecklisenen und weitere Putzgliederung auf. Das Langhaus hat ein gegen Osten abgewalmtes Satteldach.
An der Nord-, West- und Südseite des einschiffigen Saals mit einem Spiegelgewölbe sind zweigeschossige Holzemporen auf toskanischen Säulen eingezogen. An der Ostseite ist die Empore durch eine Rundbogenarkade mit dem Chor verbunden. Rechts davon steht die mit Blüten- und Akanthusschnitzwerk reich verzierte Holzkanzel. Der achtseitige Korb wird von einer Mosesfigur getragen. An der Stirnseite befinden sich Reliefs von Jesus und den vier Evangelisten. Auf dem achtseitigen Schalldeckel steht der auferstandene Christus. Rechts der Arkade steht der Taufstein mit einem Engel, der die Taufschale trägt. Über der Arkade befindet sich ein von Engeln gehaltenes Markgrafenwappen. Der Chorraum hat ein Netzgewölbe. Im Chor steht der marmorierte und vergoldete Altar mit dem Aufbau aus einer Ordnung gedrehter korinthischer Säulen mit offenem Segmentgiebel und vier sitzenden Engeln. Seitlich rahmen ihn jeweils zwei von Akanthusschnitzwerk umgebene Engel. Das Mittelfeld zeigt den Gekreuzigten, darüber die Taube des Heiligen Geistes und Gott-Vater.
Die gesamte Innenausstattung wurde um 1719 gefertigt. Eine Holzfigur des heiligen Laurentius an der linken Seite des Chorbogens  wurde wohl um 1390 gefertigt.